# Die Försterchristl (1926)
Försterchristl ist ein 1925 entstandener deutscher Stummfilm von Friedrich Zelnik mit seiner Frau Lya Mara in der Titelrolle und Harry Liedtke in der männlichen Hauptrolle als österreichischer Kaiser Joseph. Die Verfilmung basiert auf der gleichnamigen Operette (1907) von Georg Jarno und Bernhard Buchbinder.

## Handlung
Österreich, in der josefinischen Zeit (1765–1780). Förster Lange hat eine schöne Tochter, die zumeist Försterchristl genannt wird. Zwei junge Männer versuchen, ihr Herz für sich zu gewinnen. Einer ist der Gutsverwalter Földessy, den auch das Mädchen begehrt, der andere ist der wenig ansehnliche Hoffriseur Walperl, ein schrecklich Angeber. Eines Tages entdeckt Christl im Forst einen Fremden, der verbotenerweise jagt. Sie erkennt ihn nicht, ihren Kaiser, der hier inkognito urlaubt. Christl nimmt ihn fest und verlangt seine Uhr als Pfand für eine spätere Strafe. Dem Kaiser gefällt das Spiel mit der jungen Försterstochter, die in ihrer Unbedarftheit herzerfrischend wirkt, weshalb er sie in ihrem Glauben lässt, dass er ein Wilderer sei. Walperl plagt die Eifersucht, denn er ahnt, dass er bei Christl keine Chance hat, solange Földessy sein Konkurrent ist. Um seinen Rivalen aus dem Rennen zu werfen, beschuldigt er ihn, ein Deserteur zu sein. Tatsächlich hat Földessy vor einiger Zeit einen Leutnant gezüchtigt. Um der drohenden Haft zu entgehen, floh er. Nun wird er doch festgesetzt. Christl ist darüber sehr betrübt und will alles versuchen, ihrem Liebsten zu helfen. Der Kaiser muss helfen! Und so macht sie sich von der Provinz auf in die Riesenmetropole Wien.
Vergeblich erhofft sich die Försterchristl eine Audienz beim Kaiser und wartet lange im Schloss des Monarchen. Doch sie hat Glück: Sie erkennt den angeblichen Jäger von damals, den sie einst verhaftet hatte, wieder. Er tritt sehr souverän auf, so als gehöre er zum Schloss. Sie kommen miteinander ins Gespräch, und der Fremde verspricht ihr, eine Audienz zu vermitteln. Es dauert nicht lange, bis Seine Majestät auf sie zu schreitet. Völlig verdutzt muss das Mädchen erkennen, dass der, den sie verhaftet hatte, der Kaiser persönlich ist. Erst befürchtet sie, nun von ihm für ihr Verhalten bestraft zu werden, aber es kommt ganz anders: Der Kaiser ist die Freundlichkeit in Person. Er unterhält sich mit ihr so, als seien sie gute Freunde. Und es kommt noch besser: Ein Hofball ist angesagt, und Kaiser Josef schenkt ihr nicht nur den ersten Tanz, sondern auch einen Kuss. Selbstverständlich erreicht sie auch, dass der Kaiser ihren Geliebten Franz begnadigt. Fast hätte sie diesen vergessen, wo ihr Herz nunmehr auch für den charmanten Monarchen schlägt. Wieder zurück im Forst, versucht Christine, ihre Liebe zum heimgekehrten Földessy zu erneuern, doch sie bekommt den Kaiser einfach nicht mehr aus dem Kopf. Wie ein Wunder steht er plötzlich vor ihr. Er will sie ein letztes Mal sehen und erklärt Christl, dass die Staatsräson eine Verbindung mit ihr nicht zulasse. Damit sie ihn immer in guter Erinnerung behalten möge, schenkt er ihr zum Abschied einen Ring, und ihren Verehrer Földessy ernennt er zum Oberförster. Dann kommt es zur Verlobung.

## Produktionsnotizen
Försterchristl entstand in vierwöchiger Drehzeit zwischen dem 23. November und dem 20. Dezember 1925 in den Filmstudios von Staaken bei Berlin, passierte am 6. Februar 1926 die Zensur und wurde für die Jugend freigegeben. Die Premiere fand am 5. März desselben Jahres in Berlins Alhambra-Kino statt. Die Länge des Achtakters betrug 2623 Meter.
Andrej Andrejew und Gustav Knauer gestalteten die Filmbauten.
Der spätere Regisseur Karl Ritter gestaltete die Filmplakate.
Im Jahr 1931 drehte Zelnik das Tonfilm-Remake Die Försterchristl (mit Irene Eisinger).

## Kritik
Der Tag meinte: „… ein lieber, ganz auf Intimität gestellter Film, von Friedrich Zelnik meisterhaft inszeniert. (…) Harry Liedtke ist ein zum Verlieben schlichter, schöner Kaiser Josef, Lya Mara eine anmutige, stolze und schauspielerisch glänzende Försterchristl. Dieser deutsche Film ist allerbeste Wiener Note.“